# Motorfyrskib nr. 1
Motorfyrskib nr. 1 hedder også Horns Rev fyrskib, efter dets sidste position på havet som fyrskib. Fyrskibet blev bygget 1914 i Faaborg, og var i drift frem til 1988.
Skibet blev bestilt af Fyrvæsenet og bygget på Rasmus Møllers Skibsværft i Fåborg. Det er bygget af træ og var det første motoriserede fyrskib i Danmark. Det blev udlagt på Station Vyl ud for Esbjerg i 1915 og lå der til 1939 med nogle få afbrud. Under 1. Verdenskrig var det dog inddraget på grund af minefare og flyttet til Storebælt. Det har været udstationeret på:
- Station Vyl
- Station Hamborg Ruten
- Station ER (Esbjerg Ruten)
- HR 1
- Horns Rev

Fyrskibet er i dag en af Esbjergs turistattraktioner. Det ligger ved Havneøen, Esbjerg Strand, nær Maritimt Center og kan besøges efter aftale.